# 17305 Caniff
A 17305 Caniff (ideiglenes jelöléssel 4652 P-L) egy kisbolygó a Naprendszerben. Cornelis Johannes van Houten,  Ingrid van Houten-Groeneveld és Tom Gehrels fedezte fel 1960. szeptember 24-én.